# Battle Scars
Battle Scars är en hiphoplåt av den australiska artisten Guy Sebastian och den amerikanska rapparen Lupe Fiasco från albumen Armageddon (av Guy Sebastian, släppt den 12 oktober 2012) och Food & Liquor II: The Great American Rap Album Pt. 1 (av Lupe Fiasco, släppt den 25 september 2012).
Låten släpptes för digital nedladdning i Australien och Nya Zeeland den 10 augusti 2012, men det riktiga singelsläppet kom den 28 augusti 2012 då den släpptes i hela världen.
"Battle Scars" är skriven av Sebastian och Lupe Fiasco själva och David Ryan Harris och är producerad av Pro-Jay.
Låten har hamnat på listorna i länder som Australien (ARIA Charts, plats 1), Nya Zeeland (Recorded Music NZ, plats 2), Norge (VG-lista, plats 2), Sverige (Sverigetopplistan, plats 46) och USA (Billboard Hot 100, plats 71, Hot R&B/Hip-Hop Songs, Billboard, plats 20, Hot Rap Songs, Billboard, plats 14).